# Conteville (Eure)
Conteville ist eine französische Gemeinde mit 1.032 Einwohnern (Stand: 1. Januar 2022) im Département Eure in der Region Normandie. Sie gehört zum Arrondissement Bernay und ist Teil des Kantons Beuzeville. Die Einwohner werden Contevillais genannt.

## Geografie
Conteville liegt etwa 22 Kilometer ostsüdöstlich von Le Havre an der Risle, die die nördliche bzw. nordöstliche Gemeindegrenze bildet. Umgeben wird Conteville von den Nachbargemeinden Berville-sur-Mer im Norden und Nordwesten, Saint-Samson-de-la-Roque im Norden und Osten, Foulbec im Süden und Osten sowie Saint-Pierre-du-Val im Süden und Westen.

## Bevölkerungsentwicklung
| 1962                      | 1968 | 1975 | 1982 | 1990 | 1999 | 2006 | 2013 |
| ------------------------- | ---- | ---- | ---- | ---- | ---- | ---- | ---- |
| 416                       | 470  | 463  | 580  | 701  | 726  | 821  | 950  |
| Quelle: Cassini und INSEE |      |      |      |      |      |      |      |

## Sehenswürdigkeiten
- Kirche Saint-Maclou aus dem 13./14. Jahrhundert
- Pfarrhaus aus dem 18. Jahrhundert
- Schloss La Garenne aus dem 19. Jahrhundert

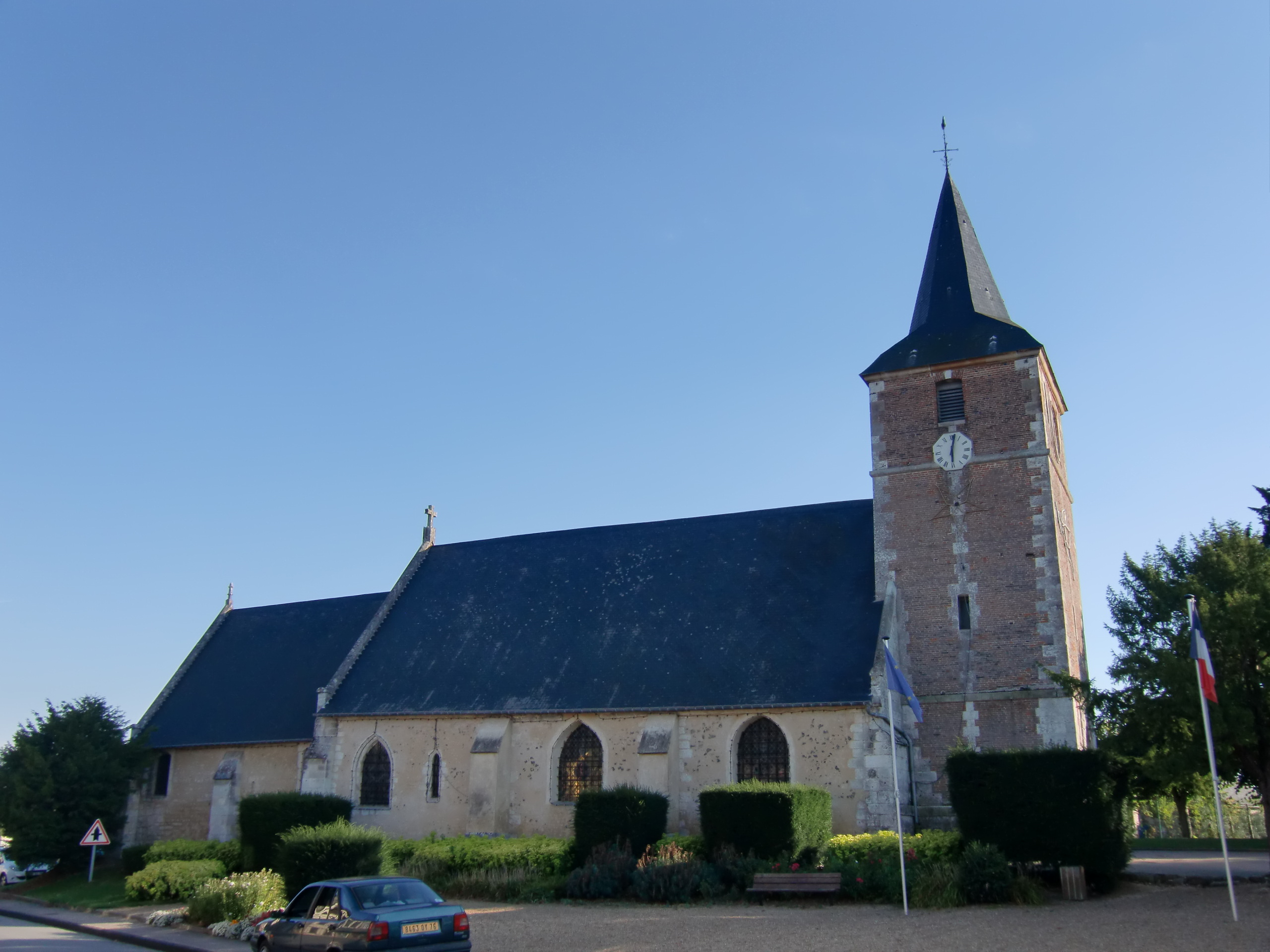
Kirche Saint-Maclou